# Dólmen de Pedra Cuberta

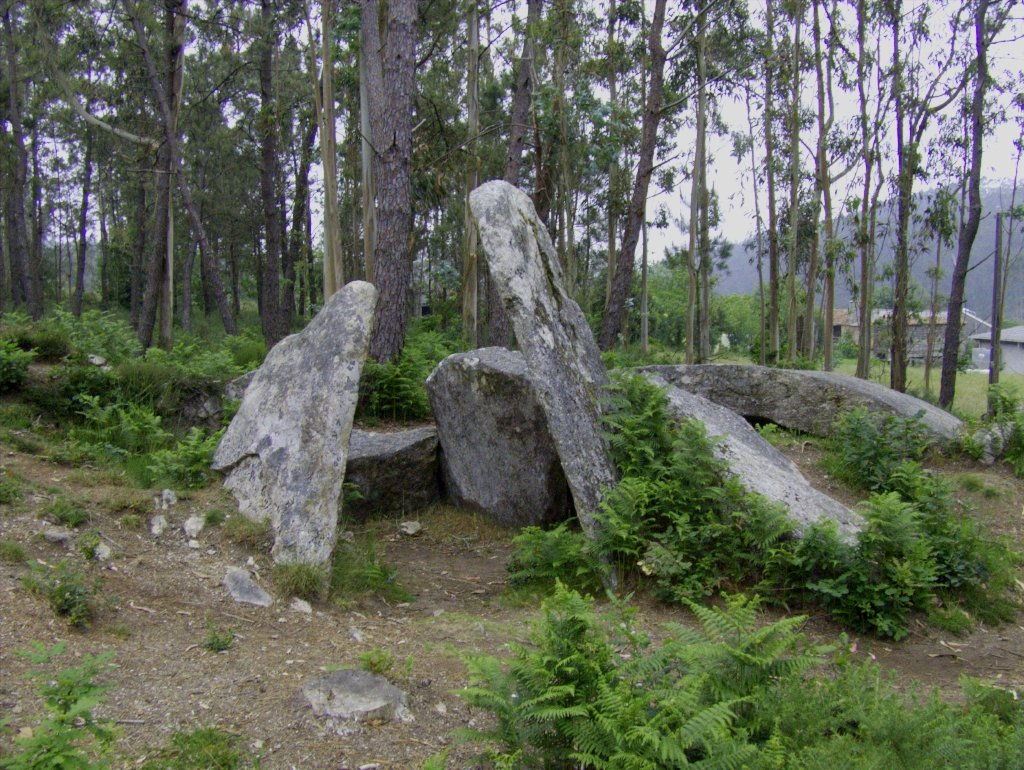
Dólmen de Pedra Cuberta

O dólmen de Pedra Cuberta fica no concelho de Vimianzo, na Galiza. É de grandes dimensões, com um corredor de entrada de mais de seis metros (6,6 m.) de longo e uma altura de quase dois metros (1,80 m.). Falta-lhe a lousa de cobertura da câmara principal. Nele achou-se a pintura dum ídolo em cores vermelha e preta sobre branco.
Em 1934 o arqueólogo alemão Georg Leisner deu a conhecer internacionalmente a decoração pictórica existente na parte interna dos ortóstatos da câmara e o corredor. Os desenhos do dólmen, em branco e preto, mostram formas complexas, com linhas em ziguezague, triangulares, verticais e com motivos ondulados, ainda que no III Colóquio Internacional sobre Arte Megalítica (Corunha, 1997) denunciou-se a perda das imagens por desinteresse das administrações públicas.
As pinturas realizaram-se sobre uma camada de cor branca, provavelmente caulim, utilizando o preto e o vermelho. O vermelho preparou-se com óxidos de ferro e o preto com carvão vegetal aglutinados com albumina de ovo. São formas geométricas e linhas onduladas em vertical e horizontal, círculos concêntricos e triângulos.
Estão dispostas em três faixas horizontais, igual que no dólmen de Dombate. Na inferior vêem-se duas faixas paralelas longas de cor vermelha com forma de ondas de perfis rectos que parecem ziguezagues nuns lados e arcos superpostos noutros. Separa-se da média por duas faixas, uma preta e outra vermelha, e com linhas onduladas pretas por debaixo. Conta com linhas verticais grossas. A faixa superior separa-se com uma linha preta em ziguezague e triângulos, e nela vêem-se linhas onduladas, ziguezagues, orlas de cor vermelha, círculos concêntricos e trapézios.
Estas decorações são contínuas, isto é, abarcam a totalidade do monumento, corredor e câmara.

### Dólmens próximos
- Pedra Moura
- Pedra da Lebre
- Arca da Piosa